# グレプ・オリゴヴィチ
グレプ・オリゴヴィチ（ロシア語: Глеб Ольгович、? - 1138年）は、ノヴゴロド・セヴェルスキー公オレグの子である。クルスク公：1136年 - 1138年
ルーシの年代記（レートピシ）上における、グレプに関する記述は2箇所のみである。1137年、グレプはクルスク公国兵、ポロヴェツ兵を率いて、プスコフ公フセヴォロドと対立していた兄弟のノヴゴロド公スヴャトスラフの援軍に向かった。また、1138年にクルスクで死亡した。妻に関する詳細は不明であるが、イジャスラフ、ロスチスラフ(ru)という2人の子の名が残されている。